# Ludwig Bussler
Ludwig Bussler, né le 26 novembre 1838 à Berlin et mort le 18 janvier 1900 dans cette même ville, est un professeur de musique prussien, critique et chef d'orchestre. Son père, Robert Bussler, est peintre, auteur et conseiller privé. Ludwig est l'élève d'A.E. Grell, Siegfried Dehn (théorie) et de Wilhelm Friedrich Wieprecht (instrumentation).

## Carrière
(juillet 2023).
- Il est pendant un temps directeur musical à Memel, en Prusse orientale (maintenant connue sous le nom de Klaipėda, une partie de la Lituanie).
- 1865-1874 : enseigne la théorie à l'École de musique de Ganz (plus tard le Conservatoire Schwantzer).
- 1874-1877 : nommé professeur au Conservatoire Mohr.
- 1877-1879 : reprend ses fonctions au Conservatoire Schwantzer.
- À partir de 1879, il enseigne la théorie au Conservatoire Stern, recevant le titre de professeur royal en 1898.
- En 1883, il est nommé critique musical du Berlin National Zeitung. Il écrit également pour d'autres revues berlinoises.
- Il est également chef d'orchestre dans divers théâtres de Berlin[1].

Il meurt à Berlin.

## Publications
- Musikalische Elementarlehre . Berlin : 1867; 16e éd., 1926; Trad. angl., 1890.
- Praktische Harmonielehre à Aufgaben. Berlin: 1875; Trad. angl., 1896.
- Der Strenge Satz. Berlin: 1877.
- Harmonische Übungen am Klavier. Berlin : 1878; Trad. angl., 1890.
- Kontrapunkt und Fuge im freien Tonsatz. Berlin : 1878.
- Musikalische Formenlehre. Berlin : 1878; Trad. angl., 1883 .;
- Praktische musikalische Kompositionslehre. 2 parties, Berlin : 1878-79.
- Elementarmelodik. Berlin : 1879.
- Geschichte der Musik. Berlin : 1882.
- Partiturstudium (Modulationslehre). Berlin : 1882.
- Lexikon der musikalischen Harmonien. Berlin: 1889[1].